# Vitória Sobre o Sol

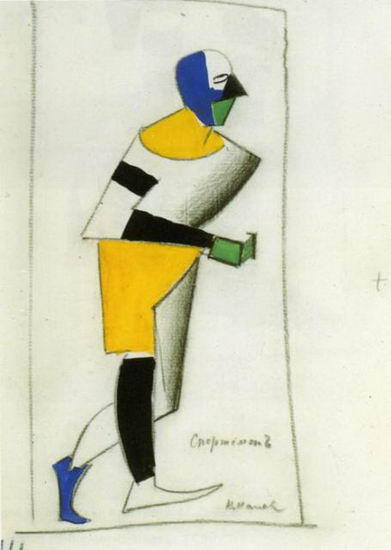
Esboço para guarda-roupa de Kazimir Malevich.

"Vitória Sobre o Sol"  (em russo:  Победа над Cолнцем, Pobeda nad Solntsem) é uma ópera futurista russa composta por Mikhail Matyushin e estreada em 1913 no Luna Park em São Petersburgo.
O libretto, escrito em zaum teve a contribuição de Aleksei Kruchonykh, a música foi composta por Mikhail Matyushin, o prólogo adicionado por Velimir Khlebnikov e o palco desenhado por Kasimir Malevich. A performance foi organizada pelo grupo artístico Soyuz Molodyozhi. A ópera tornou-se famosa em consequência de ter sido o evento onde Malevich fez a sua primeira pintura com o "Quadrado negro".
A opera propunha-se sublinhar os paralelismos entre texto literário, composição musical e a pintura, e mostrava um elenco de personagens tão extravagantes como "Nero e Calígula na mesma pessoa", o "Viajante de todas as épocas", o "Conversador ao telefone", os "Novos", etc.
A audiência reagiu negativamente e mesmo violentamente à performance, assim como alguns críticos e historiadores.  Em 1980 foi realizado um documentário sobre o tema.